# وليام ماكفرسون ألين
وليام ماكفرسون «بيل» ألين (بالإنجليزية: William McPherson Allen)‏ (1 سبتمبر 1900 - 28 أكتوبر 1985) كان رجل أعمال أمريكي في مجال المركبات الجوية.